# Église Saint-Ignace-de-Loyola de New York
Pour les articles homonymes, voir Église Saint-Ignace.
L'église Saint-Ignace-de-Loyola (Church of St. Ignatius of Loyola) est une église paroissiale catholique de Manhattan (New York) située dans le quartier de l'Upper East Side, construite entre 1895 et 1900,. Elle dépend de l'archidiocèse de New York et elle est dédiée à saint Ignace de Loyola, fondateur de la Compagnie de Jésus. Les jésuites administrent toujours cette paroisse aujourd'hui. C'est dans cette église qu'ont été célébrées les funérailles de Jacqueline Kennedy-Onassis (née Bouvier) en 1994.

## Histoire

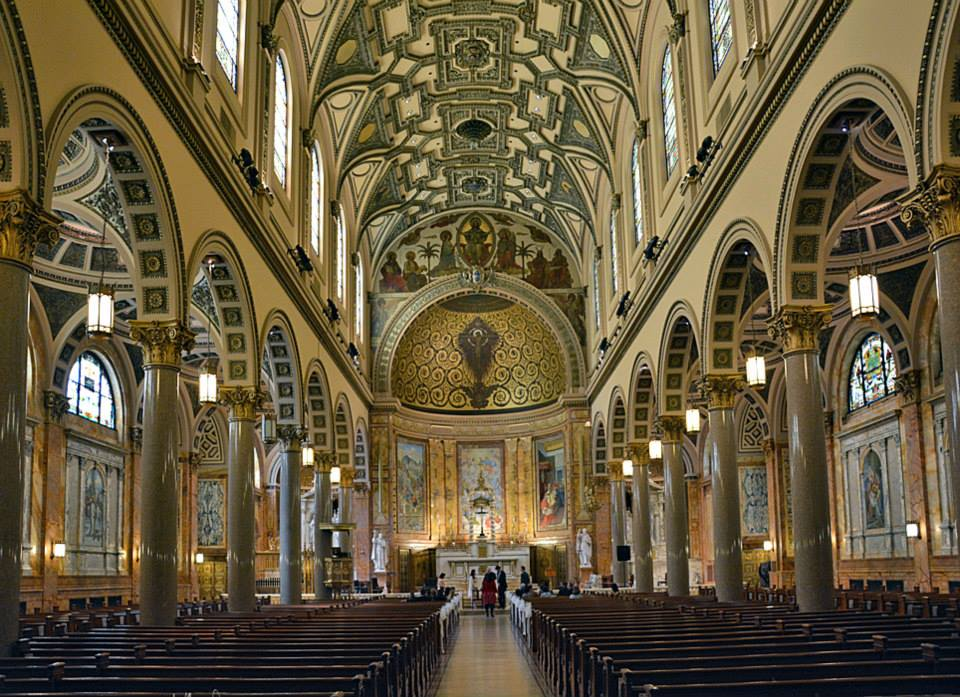
Intérieur de l'église.

La paroisse est érigée en 1851,, occupant le site de l'ancienne St. Lawrence O'Toole Church (1851), dédiée à un évêque de Dublin du XIIe siècle. La paroisse est confiée à la Compagnie de Jésus en 1886, marquant le premier apostolat majeur des jésuites à Yorkville,. À l'origine cette paroisse était majoritairement fréquentée par des Irlando-américains.
L'édifice actuel, de style néoclassique, est construit à la commande du R.P. Neil McKinnon S.J., curé de cette paroisse de 1893 à 1907, et témoigne de l'influence des catholiques dans l'Upper East Side. L'église reçoit sa nouvelle dédicace par Mgr Corrigan le 11 décembre 1898. Le P. Martin Scott (1865-1954) y travailla comme vicaire (1902-1915), puis fit carrière dans la littérature apologétique. Il fit construire une infirmerie de jour en 1910.
L'église est inscrite comme New York City Landmark le 4 mars 1969 et est inscrite au registre national des lieux historiques le 24 juillet 1980.

## Funérailles
Les funérailles de nombreuses personnalités catholiques y ont été célébrées dont celles de :
- Jacqueline Kennedy-Onassis, mai 1994
- Aaliyah, chanteuse et actrice, août 2001
- Lena Horne, chanteuse et actrice, mai 2010
- Philip Seymour Hoffman, acteur, février 2014
- Oscar de la Renta, couturier, novembre 2014[7]
- Mario Cuomo, gouverneur de New York, janvier 2015[8]
- David Carr, journaliste, février 2015